# 條紋閃光美洲鱥
條紋閃光美洲鱥（學名：Luxilus zonistius）為輻鰭魚綱鯉形目雅羅魚科的其中一種，分布於美國喬治亞州、阿拉巴馬州和佛羅里達州的阿巴拉契科拉河流域的支流，喬治亞州薩凡納河、奧爾塔馬霍河和庫薩河的鄰近支流及塔拉普薩河流域，體長可達10公分，棲息水流快速、岩石底質的溪流，繁殖期時會築巢產卵，生活習性不明。